# THE ROPPONGI TOKYO
THE ROPPONGI TOKYO（ザ ロッポンギ トーキョー）は、東京都港区六本木に所在する超高層マンションである。

## 概要
六本木駅から徒歩3分の六本木通りに面した広大な敷地を、「六本木三丁目地区第一種市街地再開発事業」によって複合再開発を行い、高層住宅棟と低層商業施設を並列させ建設。2棟間のV字型の広場に面して商業空間を配置した。敷地内や街路沿いには、季節ごとに装いを変える樹木や草花も植えられた。事業費は約408億円。
高層住宅棟は4階から10階が賃貸住宅の「THE ROPPONGI TOKYO SUPERIOR RESIDENCE」（182戸）、11階以上が分譲住宅「THE ROPPONGI TOKYO CLUB RESIDENCE」（345戸）および事業協力者住戸（84戸）で構成される。分譲部分は6,000万円台から4億8,000万円に販売価格を設定し売り出された。
クラブレジデンスという新発想を取り入れ、居住者を「クラブメンバー」と考え、専門スタッフらと提携し、バレーパーキング、24時間ルームサービスなどホテルライクなサービスや各種提携サービスを設けた。また、住戸までは5重のセキュリティチェックを行う高度なセキュリティ体制を導入したほか、構造では制振構造に加え超高強度コンクリートを採用した。

## 沿革
- 2006年（平成18年）3月 - 都市計画決定。
- 2007年（平成19年）4月 - 六本木三丁目地区市街地再開発組合設立認可。
- 2008年（平成20年）12月 - 着工。
- 2011年（平成23年）11月 - 竣工。

## 周辺
- 住友不動産六本木グランドタワー
- バーレスク東京
- マハラジャ六本木